# 松島静雄
松島静雄（まつしま しずお、1921年10月1日-2007年1月15日）は、日本の社会学者。東京大学名誉教授。労働社会学、産業社会学専攻。門下に石川晃弘。

## 来歴
東京生まれ。1943年東京帝国大学文学部社会学科卒。東京大学教養学部助教授、1963年教授、1981年定年退官、名誉教授、日本大学文理学部教授、1992年東京都立労働研究所所長。

## 著書
- 『労働社会学序説』福村書店 1951
- 『労務管理の日本的特質と変遷』ダイヤモンド社 1962
- 『企業経営の近代化とリーダーシップ』通信教育振興会 教養の書 1964
- 『労務管理の近代化』日本労働協会 JIL文庫 1966
- 『現代の労務管理』日本労働協会 JIL文庫 1972
- 『労務管理と人間関係』日本労働協会 JIL文庫 1973
- 『友子の社会学的考察 鉱山労働者の営む共同生活体分析』御茶の水書房 1978
- 『中小企業と労務管理』東京大学出版会 1979
- 『高齢化社会の労働者』東京大学出版会 1983
- 『産業社会学』放送大学教育振興会 1985
- 『現代の労務管理とその変遷』日本労働協会 1986

### 共編著
- 『日本社会要論』中野卓共著 東京大学出版会 1958
- 『産業社会学』岡本秀昭共編 川島書店 社会学選書 1968
- 『社会学講座 6 産業社会学』編 東京大学出版会 1973
- 『中小企業と集団化』編 日本労働協会 1974
- 『日本労務管理の現代化』森五郎共著 東京大学出版会 UP選書　1977

### 翻訳
- R.センタース『階級意識』東京大学出版会 1958

## 参考
- 松島静雄先生を送る〔含 松島静雄先生業績一覧〕折原浩 社会科学紀要 1981-03
- 松島静雄教授退職記念号  社会学論叢 1992-12
- さよなら松島静雄先生　立道信吾

## 注
1. ↑  『著作権台帳』